# Maningory
A Maningory folyó Madagaszkár északkeleti részén ered. A folyó útja során keleti, északkeleti irányban halad és Madagaszkár keleti részén, Antakobola, Analanjirofo közelében torkollik az Indiai-óceánba. A folyó vezeti le az Alaotra-tó vizét.
Imerimandrosótól 20 kilométerre a folyón van a látványos Maningory-vízesés, amely mintegy 90 méteres magasságból bukik alá.

## Fordítás
- Ez a szócikk részben vagy egészben  a   Maningory River című angol Wikipédia-szócikk ezen változatának fordításán alapul.  Az eredeti cikk szerkesztőit annak laptörténete sorolja fel. Ez a jelzés csupán a megfogalmazás eredetét és a szerzői jogokat jelzi, nem szolgál a cikkben szereplő információk forrásmegjelöléseként.